# Nikolaj Clodt von Jürgensburg
Nikolaj Alexandrovitj Clodt von Jürgensburg, född 2 oktober 1865 i Sankt Petersburg i Ryssland, död 23 september 1918 i Moskva, var en rysk målare och scenograf.

## Biografi
Nikolaj Alexandrovitj Clodt von Jürgensburg tillhörde den konstnärliga släkten Clodt von Jürgensburg. Han var son till majoren Alexander Clodt von Jürgensburg (1840–1872) och hans Vera, född Clodt von Jürgensburg (född 1844) samt bror till  Eugenij Clodt von Jürgensburg och Konstantin Alexandrovitj Clodt von Jürgensburg. Vidare var han sonson till Konstantin Clodt von Jürgensburg, brorson till Michail Clodt von Jürgensburg och Elisabeth Järnefelt, dotterson till Peter Clodt von Jürgensburg och systerson till Michail Petrovitj Clodt von Jürgensburg.
Han utbildade sig för Vladimir Makovskij, Illarion Prjanisjnikov, Jevgraf Sorokin och Vasilij Polenov på Moskvas högskola för måleri-, skulptur- och arkitektur 1880-86.
Han gjorde ett flertal resor i norra Ryssland och runt floden Volga på 1880- och 90-talen samt i Kaukasus och på Krim under tidigt 1900-tal. Han var en ofta anlitad scenograf för Bolsjojteatern och Mariinskijteatern i Moskva och i Sankt Petersburg under 1900-talets början.
Han deltog i grundandet av Ryska konstnärsförbundet 1903 och undervisade på Moskvas måleri-, skulptur- och arkitekturhögskola 1901–18. 
Han gifte sig i slutet av 1880-talet med walesiskan Marie Johanna Emma Warleigh.

## Bildgalleri

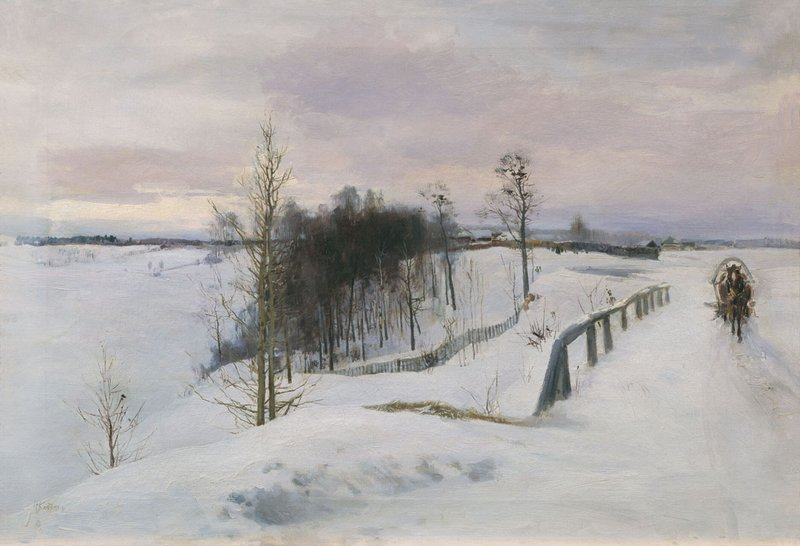
Vinterlandskap med bro och släde
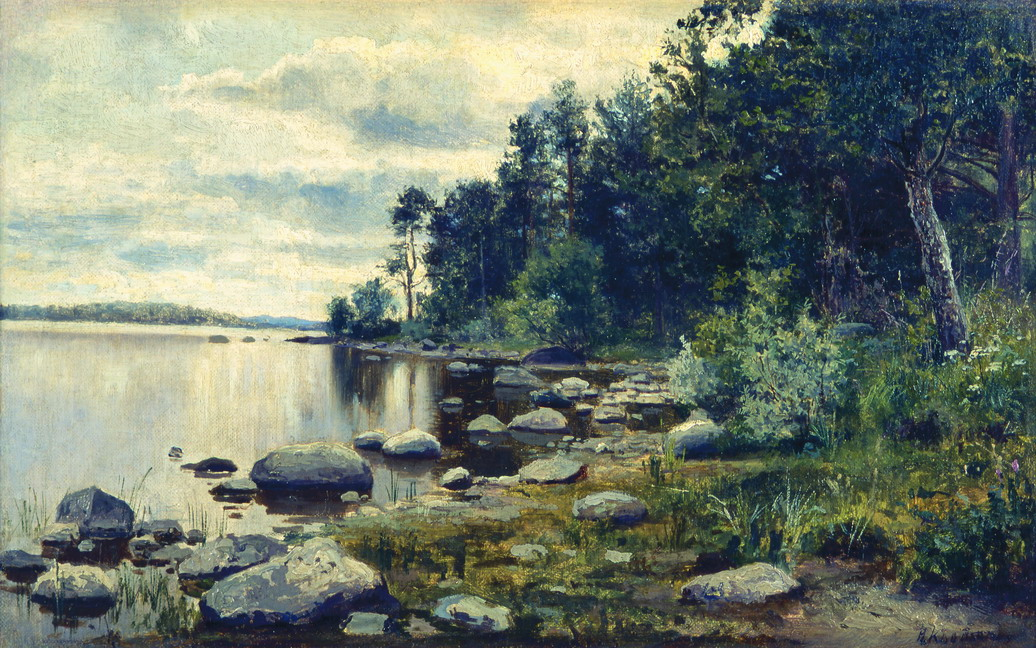
Klippig strand
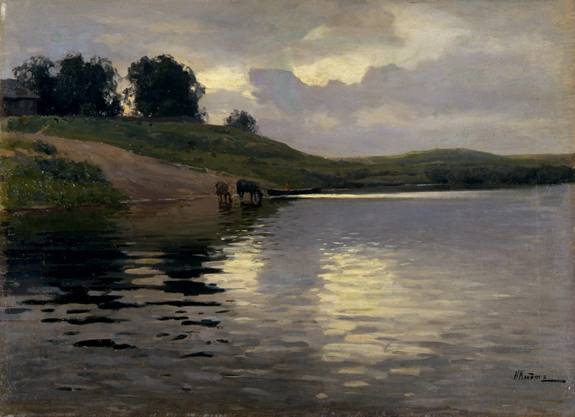
Flodlandskap
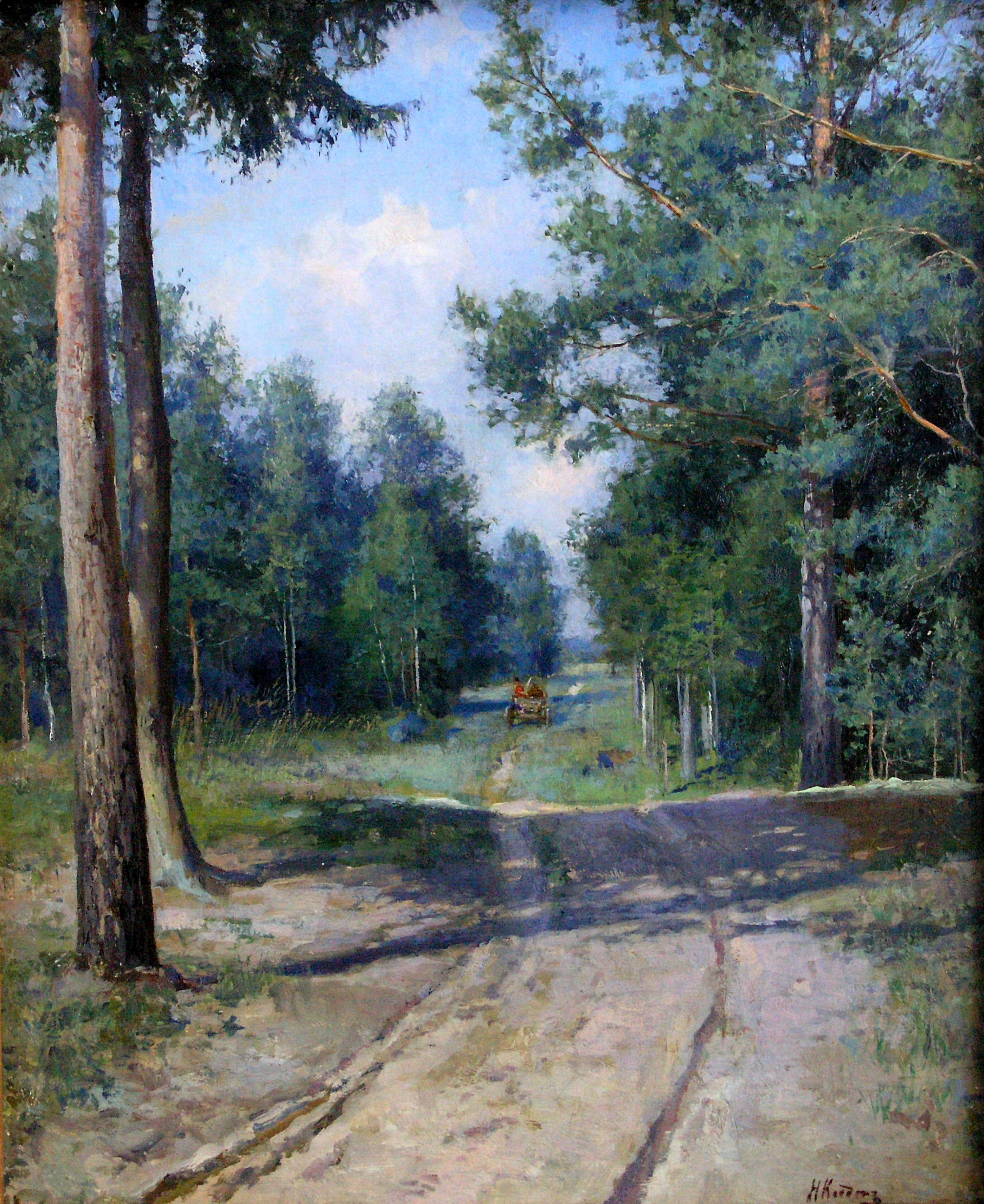
Skogsbilväg